# Phoenix Rising (The Temptations)
Phoenix Rising è un album in studio del gruppo vocale statunitense The Temptations, pubblicato nel 1998.

## Tracce
1. Here After (Interlude) – 0:44
2. Stay – 4:46
3. False Faces – 5:31
4. How Could He Hurt You – 4:52
5. I'm Calling You (Interlude) – 1:26
6. This Is My Promise – 7:20
7. My Love – 4:20
8. Tempt Me – 5:06
9. If I Give You My Heart – 4:35
10. Take Me in Your Arms – 3:58
11. That's What Friends Are For – 5:51
12. Just Like I Told You – 4:47
13. Stay (Remix) – 4:03

## Formazione
- Terry Weeks
- Barrington "Bo" Henderson
- Theo Peoples
- Otis Williams
- Ron Tyson
- Harry McGilberry